# Трезеге (футболист, Египет)
Махму́д Ахмед Ибрахим Хаса́н (на арабски: مَحمُود أَحمَد إبرَاهِيْم حَسَن), известен още като Трезеге, е египетски футболист, играещ като нападател за египетския Ал Ахли и националния отбор на Египет. Участник в Световното първенство за младежи през 2013 г. и вв Световно първенство по футбол 2018 в Русия, където изиграва и трите мача в групата. През 2024 на Купата на африканските нации 2023 вкарва първия гол на Кабо Верде при равенството 2:2 в групите.

## Успехи
Ал Ахли (Кайро)
- Премиер лига на Египет
  -  Шампион (1): 2013/14
- Шампионска лига на Африка
  -  Шампион (2): 2012, 2013
- Суперкупа на Африка
  -  Шампион (2): 2013, 2014[1]
- Купа на Конфедерациите на Африка
  -  Шампион (1): 2014
- Суперкупа на Египет
  -  Шампион (2): 2012, 2014

 Астън Вила (Бирмингам)
- Купа на лигата (Англия)
  -  Финалист (1): 2019/20

 Трабзонспор
- Суперкупа на Турция
  -  Носител (1): 2022

 Египет
- Купа на африканските нации 2021
  -  Финалист (2): 2017, 2021

 Египет до 20 г.
- Купа на африканските нации до 20 г.
  -  Шампион (1): 2013

Индивидуални
- В отбора на сезона на Супер Лигата на Турция (2): 2017/18, 2018/19